# インヴィンシブルズ (サッカー)
サッカーにおいて、インヴィンシブルズ（The Invincibles、無敵の者達）は、無敗優勝を達成したチームの称号としてよく使われる言葉である。後述の通り、インヴィンシブルズと呼ばれたチームは歴史上複数存在するが、一般的にはアーセン・ヴェンゲル監督の指揮の下、2003-04シーズンにプレミアリーグ無敗優勝を達成したアーセナルFCを指すことが多い。

## プレストン・ノースエンド
歴史上、最初にインヴィンシブルズの称号を手に入れたのはウィリアム・サッデル監督指揮するプレストン・ノースエンドFCである。プレストンは1888-89シーズンのフットボールリーグおよびFAカップで無敗優勝を達成した。リーグ戦成績は22試合で18勝4分0敗、FAカップでは5戦全勝無失点を記録。無敗記録は翌1889-90シーズンのリーグ戦第2節のアストン・ヴィラ戦を3-5で敗れるまで継続した。
2008年、クラブは無敗優勝した当時のチームに敬意を表して、「インヴィンシブルズ・パビリオン」と名付けられた5000人収容の新スタンドを建設した。

### メンバー
1888-89シーズンのフットボールリーグ及びFAカップに出場したメンバーは以下の通り。
| 選手名                           | Pos．    | 出場試合数 | 得点数 |
| -------------------------------- | -------- | ---------- | ------ |
| フレッド・デューハースト (ENG)   | FW       | 21         | 13     |
| ジョージ・ドラモンド (SCO)       | HB（MF） | 16         | 1      |
| ジャック・エドワーズ (ENG)       | FW       | 4          | 3      |
| アーチ・グッダル (IRE)           | FW       | 2          | 1      |
| ジョン・グッダル (ENG)           | FW       | 26         | 22     |
| ジャック・ゴードン (SCO)         | FW       | 25         | 11     |
| ジョニー・グレアム (SCO)         | HB（MF） | 26         | 0      |
| ウィリー・グラハム (SCO)         | HB（MF） | 5          | 0      |
| ボブ・ホルムス (ENG)             | FB（DF)  | 26         | 1      |
| ボブ・ホワース (ENG)             | FB（DF)  | 23         | 0      |
| ジョック・イングリス (SCO)       | FW       | 1          | 1      |
| ロバート・ミルズ＝ロバーツ (WAL) | GK       | 7          | 0      |
| サンディ・ロバートソン (SCO)     | HB（MF)  | 22         | 3      |
| ジミー・ロス (SCO)               | FW       | 26         | 21     |
| デビッド・ラッセル (SCO)         | HB（MF)  | 26         | 19     |
| サミー・トムソン (SCO)           | FW       | 21         | 6      |
| ジェイムズ・トレイナー (WAL)     | GK       | 20         | 0      |
| リチャード・ウィトル (ENG)       | FB（DF)  | 1          | 1      |

### 戦績

#### フットボールリーグ
| No. | 開催日         | 対戦チーム                             | 会場 | 結果 |
| --- | -------------- | -------------------------------------- | ---- | ---- |
| 1   | 1888年9月8日   | バーンリーFC                           | H    | 5–2  |
| 2   | 1888年9月15日  | ウルヴァーハンプトン・ワンダラーズFC   | A    | 4–0  |
| 3   | 1888年9月22日  | ボルトン・ワンダラーズFC               | H    | 3–1  |
| 4   | 1888年9月29日  | ダービー・カウンティFC                 | A    | 3–2  |
| 5   | 1888年10月6日  | ストーク・シティFC                     | H    | 7–0  |
| 6   | 1888年10月13日 | ウェスト・ブロムウィッチ・アルビオンFC | H    | 3–0  |
| 7   | 1888年10月20日 | アクリントンFC                         | A    | 0–0  |
| 8   | 1888年10月27日 | ウルヴァーハンプトン・ワンダラーズFC   | H    | 5–2  |
| 9   | 1888年11月3日  | ノッツ・カウンティFC                   | A    | 7–0  |
| 10  | 1888年11月10日 | アストン・ヴィラFC                     | H    | 1–1  |
| 11  | 1888年11月12日 | ストーク・シティFC                     | A    | 3–0  |
| 12  | 1888年11月17日 | アクリントンFC                         | H    | 2–0  |
| 13  | 1888年11月24日 | ボルトン・ワンダラーズFC               | A    | 5–2  |
| 14  | 1888年12月8日  | ダービー・カウンティFC                 | H    | 5–0  |
| 15  | 1888年12月15日 | バーンリーFC                           | A    | 2–2  |
| 16  | 1888年12月22日 | エヴァートンFC                         | H    | 3–0  |
| 17  | 1888年12月26日 | ウェスト・ブロムウィッチ・アルビオンFC | A    | 5–0  |
| 18  | 1888年12月29日 | ブラックバーン・ローヴァーズFC         | H    | 1–0  |
| 19  | 1889年1月5日   | ノッツ・カウンティFC                   | H    | 4–1  |
| 20  | 1889年1月12日  | ブラックバーン・ローヴァーズFC         | A    | 2–2  |
| 21  | 1889年1月19日  | エヴァートンFC                         | A    | 2–0  |
| 22  | 1889年2月9日   | アストン・ヴィラFC                     | A    | 2–0  |

#### FAカップ
| ラウンド | 開催日        | 対戦チーム                             | 会場 | 結果 |
| -------- | ------------- | -------------------------------------- | ---- | ---- |
| 1        | 1889年2月2日  | ブートルFC                             | A    | 3–0  |
| 2        | 1889年2月16日 | グリムズビー・タウンFC                 | A    | 2–0  |
| 3        | 1889年3月2日  | バーミンガム・セントジョージズFC       | H    | 2–0  |
| 準決勝   | 1889年3月16日 | ウェスト・ブロムウィッチ・アルビオンFC | N    | 1–0  |
| 決勝     | 1889年3月30日 | ウルヴァーハンプトン・ワンダラーズFC   | N    | 3–0  |

## アーセナル

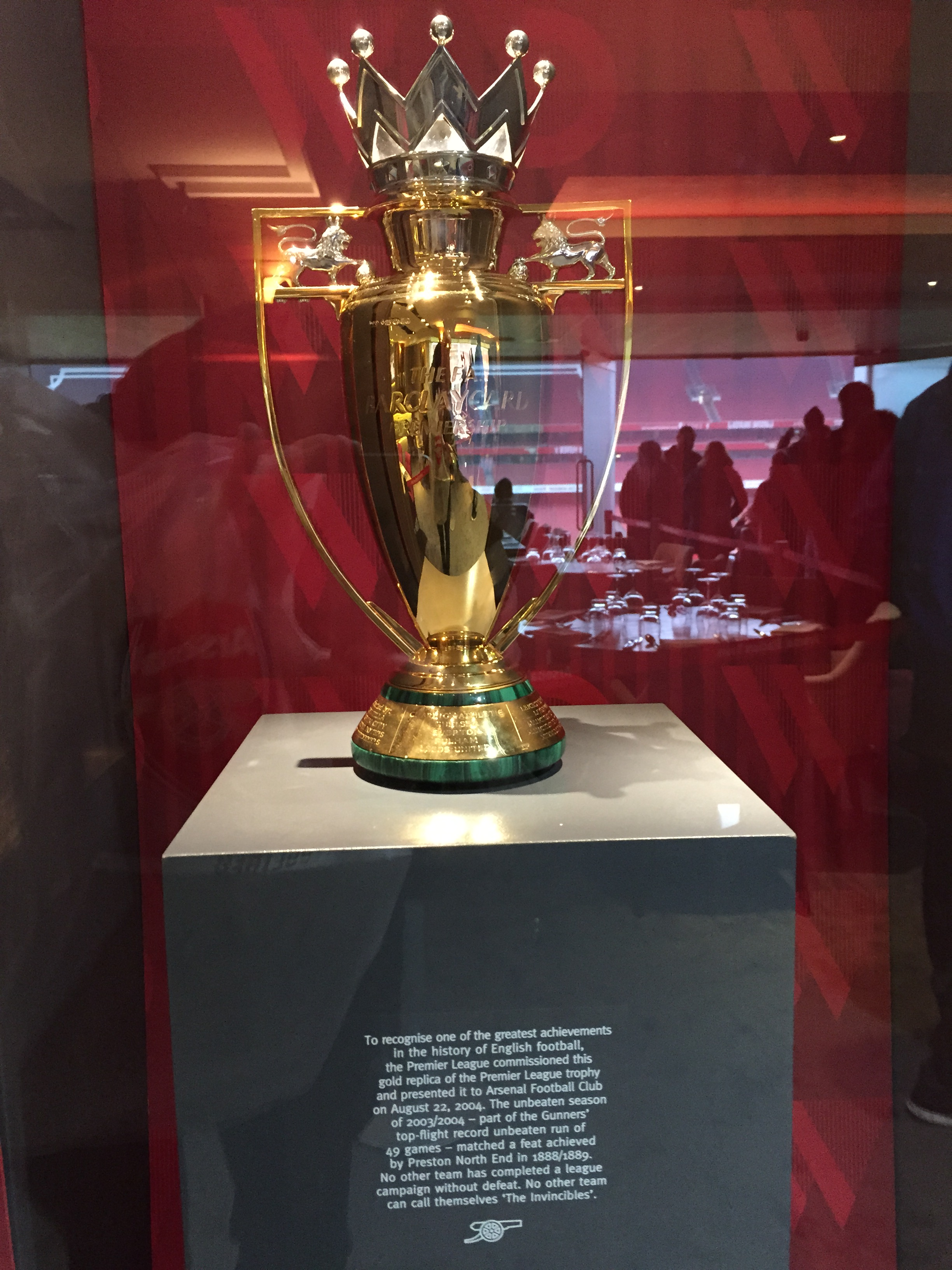
2003-04シーズンの無敗優勝達成を称え特別に製作された黄金の優勝トロフィー

2002年5月、アーセナルFCはプレミアリーグの試合でマンチェスター・ユナイテッドFCに勝利しプレストンの連続無敗記録に並んだ。翌2002-03シーズンも好調を維持し、開幕戦のリーズ・ユナイテッドFC戦でリーグ新記録となる47試合連続得点とアウェーでの22試合連続無敗を達成した。2002年10月、アーセナルはエヴァートンFCに敗れ無敗記録はストップした。2003年3月までリーグ首位を走っていたが、最終的にマンチェスター・ユナイテッドFCに逆転され優勝をさらわれた。
2003-04シーズン前、ロマン・アブラモヴィッチを新オーナーに迎えたチェルシーFCや前年度リーグ王者のマンチェスター・ユナイテッドFCと比べ、アーセナルは新スタジアム建設に伴う財政的な制約から、比較的静かなオフを過ごした。ゴールキーパーのイェンス・レーマンを獲得した以外はアカデミーからガエル・クリシーとフィリップ・センデロスをトップチームに昇格させるに留まり、冬のウインドーでもホセ・アントニオ・レジェスを獲得したのみだった。
2003-04シーズン、プレミアリーグ38試合を26勝12分で終え、プレストン以来となる無敗優勝を達成した。この38試合の中にはいわゆるオールド・トラッフォードの戦いも含まれている。2004年4月に開催されたトッテナム・ホットスパーFCとのノース・ロンドン・ダービーで引き分けたことで優勝が確定した。プレストンとは違ってカップ戦では無敗を継続できず、フットボールリーグカップは準決勝でミドルズブラFCに敗れ、FAカップは同じく準決勝でマンチェスター・ユナイテッドFCに敗れた。UEFAチャンピオンズリーグは準々決勝でチェルシーに敗れた。2003-04シーズンの無敗優勝達成を称え、特別に黄金の優勝トロフィーが贈られた。
2004-05シーズン、ミドルズブラFC戦に勝利したことでノッティンガム・フォレストFCが所持していた42試合の無敗記録に並んだ。そして次節のブラックバーン・ローヴァーズFCに勝利したことで記録を更新した。最終的に49試合まで無敗記録を伸ばしたが、50戦目のマンチェスター・ユナイテッドFC戦（いわゆるバフェットの戦い）に敗れストップした。

### メンバー
パトリック・ヴィエラ、デニス・ベルカンプ、マーティン・キーオン、レイ・パーラーの4名は1997-98シーズンのダブル達成時も在籍していた。右サイドバックおよび守備的ミッドフィールダーが本職のコロ・トゥーレはソル・キャンベルとセンターバックのコンビを組んだ。ローレン・エタメ・マイヤーはマヨルカではミッドフィールダーでプレーしていたが、アーセナル移籍後右サイドバックにポジションを移した。左サイドバックはアカデミー育ちの新鋭アシュリー・コールが抜擢された。中盤はジウベルト・シウバがキャプテンのヴィエラとコンビを組み、フレドリック・ユングベリとロベール・ピレスがサイドを担当した。攻撃の中核はティエリ・アンリが担い、ベルカンプがサポート役に回った。
フォーメーションはアンリとベルカンプがツートップを組む4-4-2、または縦並びになる4-4-1-1。ジャーナリストのマイケル・コックスは、「このチームの強みは左サイドの攻撃にあり、このためマークが薄くなる右サイドではローレンやリュングベリがスペースを見つけクロスを送ることが出来た。また、カウンター攻撃に長けており、トッテナム戦やリーズ戦にそれがよく現れている。」と分析している。

### 戦績
| No. | 開催日         | 対戦チーム                           | 会場 | 結果 |
| --- | -------------- | ------------------------------------ | ---- | ---- |
| 1   | 2003年8月15日  | エヴァートンFC                       | H    | 2–1  |
| 2   | 2003年8月24日  | ミドルズブラFC                       | A    | 4–0  |
| 3   | 2003年8月27日  | アストン・ヴィラFC                   | H    | 2–0  |
| 4   | 2003年8月31日  | マンチェスター・シティFC             | A    | 2–1  |
| 5   | 2003年9月13日  | ポーツマスFC                         | H    | 1–1  |
| 6   | 2003年9月21日  | マンチェスター・ユナイテッドFC       | A    | 0–0  |
| 7   | 2003年9月26日  | ニューカッスル・ユナイテッドFC       | H    | 3–2  |
| 8   | 2003年10月4日  | リヴァプールFC                       | A    | 2–1  |
| 9   | 2003年10月18日 | チェルシーFC                         | H    | 2–1  |
| 10  | 2003年10月26日 | チャールトン・アスレティックFC       | A    | 1–1  |
| 11  | 2003年11月1日  | リーズ・ユナイテッドAFC              | A    | 4–1  |
| 12  | 2003年11月8日  | トッテナム・ホットスパーFC           | H    | 2–1  |
| 13  | 2003年11月22日 | バーミンガム・シティFC               | A    | 3–0  |
| 14  | 2003年11月30日 | フラムFC                             | H    | 0–0  |
| 15  | 2003年12月6日  | レスター・シティFC                   | A    | 1–1  |
| 16  | 2003年12月14日 | ブラックバーン・ローヴァーズFC       | H    | 1–0  |
| 17  | 2003年12月20日 | ボルトン・ワンダラーズFC             | A    | 1–1  |
| 18  | 2003年12月26日 | ウルヴァーハンプトン・ワンダラーズFC | H    | 3–0  |
| 19  | 2003年12月29日 | サウサンプトンFC                     | A    | 1–0  |
| 20  | 2004年1月7日   | エヴァートンFC                       | A    | 1–1  |
| 21  | 2004年1月10日  | ミドルズブラFC                       | H    | 4–1  |
| 22  | 2004年1月18日  | アストン・ヴィラFC                   | A    | 2–0  |
| 23  | 2004年2月1日   | マンチェスター・シティFC             | H    | 2–1  |
| 24  | 2004年2月7日   | ウルヴァーハンプトン・ワンダラーズFC | A    | 3–1  |
| 25  | 2004年2月10日  | サウサンプトンFC                     | H    | 2–0  |
| 26  | 2004年2月21日  | チェルシーFC                         | A    | 2–1  |
| 27  | 2004年2月28日  | チャールトン・アスレティックFC       | H    | 2–1  |
| 28  | 2004年3月13日  | ブラックバーン・ローヴァーズFC       | A    | 2–0  |
| 29  | 2004年3月20日  | ボルトン・ワンダラーズFC             | H    | 2–1  |
| 30  | 2004年3月28日  | マンチェスター・ユナイテッドFC       | H    | 1–1  |
| 31  | 2004年4月9日   | リヴァプールFC                       | H    | 4–2  |
| 32  | 2004年4月11日  | ニューカッスル・ユナイテッドFC       | A    | 0–0  |
| 33  | 2004年4月16日  | リーズ・ユナイテッドAFC              | H    | 5–0  |
| 34  | 2004年4月25日  | トッテナム・ホットスパーFC           | A    | 2–2  |
| 35  | 2004年5月1日   | バーミンガム・シティFC               | H    | 0–0  |
| 36  | 2004年5月4日   | ポーツマスFC                         | A    | 1–1  |
| 37  | 2004年5月9日   | フラムFC                             | A    | 1–0  |
| 38  | 2004年5月15日  | レスター・シティFC                   | H    | 2–1  |

## その他

### セルティック
2016–17シーズン、ブレンダン・ロジャース監督率いるセルティックFCはスコティッシュ・プレミアリーグおよびスコティッシュ・カップ、スコティッシュリーグカップにおいて47試合連続無敗記録を打ち立てた。
2016年9月のインヴァネス・カレドニアン・シッスルFC戦に引き分けた以外は全勝というとてつもないペースで勝ち点を積み重ねると、カップ戦でも好調を維持し2016年11月27日のリーグカップ決勝でアバディーンFCを下しクラブ100個目のトロフィーを獲得した。無敗を継続したまま2017年を迎え、2月5日のセント・ジョンストンFC戦に勝利したことでリーグ戦19連勝を達成。2位アバディーンとの勝ち点差は27ポイントに達した。連勝記録は3月のレンジャーズFCと引き分けたことで22でストップしたが、無敗は継続し2017年4月2日に8試合を残してのリーグ優勝が決まった。最終的に勝ち点106ポイント、2位との差30ポイントという圧倒的な強さで1899年にレンジャーズFCが達成しして以来となる無敗優勝を果たした。さらにリーグ最終節から6日後に行われたスコティッシュ・カップ決勝でも勝利し、無敗での国内三冠という前代未聞の偉業を達成した。2017-18シーズンも無敗を継続したが、70試合目となる12月17日のハート・オブ・ミドロシアンFC戦で実に約一年半ぶりに敗北、無敗記録は69でストップした。

### ミラン
ファビオ・カペッロ監督率いるACミランは1991–92シーズンのセリエA34試合を無敗で制覇した。また1991年から1993年まで、リーグ戦での無敗記録は58試合に達した。

### ユヴェントス
アントニオ・コンテ監督率いるユヴェントスFCは2011-12シーズンのセリエAにおいて無敗優勝を達成した。また2011年から2013年まで、トータルでは49試合無敗を記録した。

### アヤックス
94-95シーズン、エールディヴィジ

### バイエル・レバークーゼン
シャビ・アロンソ監督率いるレバークーゼンは、2023-24シーズンにブンデスリーガ史上初となる無敗優勝を達成した。さらに、カップ戦でも無敗を継続し、51戦無敗という欧州新記録を樹立していた。しかし、5月22日のUEFAヨーロッパリーグ決勝でアタランタに3-0で敗れ、欧州無敗記録はストップした。ただ、5月25日のDFBポカール決勝でも勝利して無敗での国内二冠を達成した。
リーグ無敗記録は2024-25シーズンの第2節でライプツィヒに敗れ、35でストップした。